# Олыка
Олы́ка (укр. Олика) — город в Луцком районе Волынской области Украины. Административный центр Олыкской поселковой общины.

## История
Впервые Олыка упоминается в Ипатьевской летописи под 1149 годом как Олыча, Олыца. В 1547 году владельцем Олыки стал Николай Радзивилл Чёрный. Он получил от императора Карла V наследный титул князя на Олыке и Несвиже, утверждённый в 1549 году королём Сигизмундом-Августом.
В 1558 году здесь был возведен Олыцкий замок, который частично сохранился до наших дней и охраняется государством как памятник архитектуры.
Рядом с замком, по проекту известных архитекторов Бенедетто Молли и Джованни Маливерна, был построен коллегиальный костёл Святой Троицы.
Въезд в город украшали Луцкие ворота.
В 1795 году, после третьего раздела Польши, Волынь вошла в состав Российской империи. Олыка была местечком Дубенского уезда Волынской губернии, в котором в 1870 году насчитывалось 413 дворов и регулярно проходили ярмарки. Здесь провел свои последние годы первый римско-католический епископ Минска Якуб Игнацы (Яков Игнатий) Дедерко (ум. 1830).
В 1897 году здесь насчитывалось 505 дворов и 4882 жителя, действовали мыловарня, красильня, начальное училище, церковно-приходская школа, две православные церкви, монастырь, католический костёл и 4 еврейских молитвенных дома.
В 1921 году по Рижскому договору, завершившему Советско-польскую войну, западная Волынь, включая современную Волынскую область, отошла Польше. В 1939 году Западная Украина была присоединена к СССР.
После начала Великой Отечественной войны летом 1941 года посёлок был оккупирован немецкими войсками.
27 марта 1943 года Олыка была атакована отрядом УПА, местное подразделение вспомогательной полиции дезертировало и присоединилось к повстанцам.
В 1943 году, в период Волынской резни, Олыка стала убежищем для местных поляков, укрывавшихся от нападений украинских боевиков в замке Радзивиллов. В этот период жертвами украинских националистов в Олыке стали 87 поляков. 3 января 1944 года немецкий гарнизон покинул село, отступая перед приближающимися советскими войсками. 10 дней спустя около 300 польских жителей были эвакуированы в Пшебраже.
В январе 1989 года население Олыки составило 3741 человек.
На 1 января 2013 года численность населения составляла 3133 чел.
В ходе административно-территориальной реформы в Украине, в 2020 году Киверцовский район был упразднён, а город стал административным центром Олыкской поселковой общины Луцкого района.
В апреле 2025 года посёлку Олыка был присвоен статус города.

## Галерея

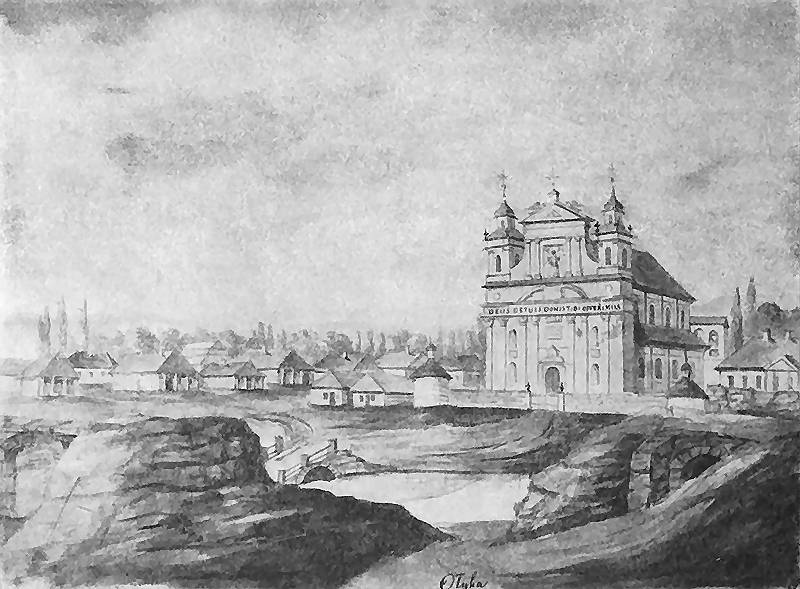
Наполеон Орда, Костёл Св. Троицы (1874)
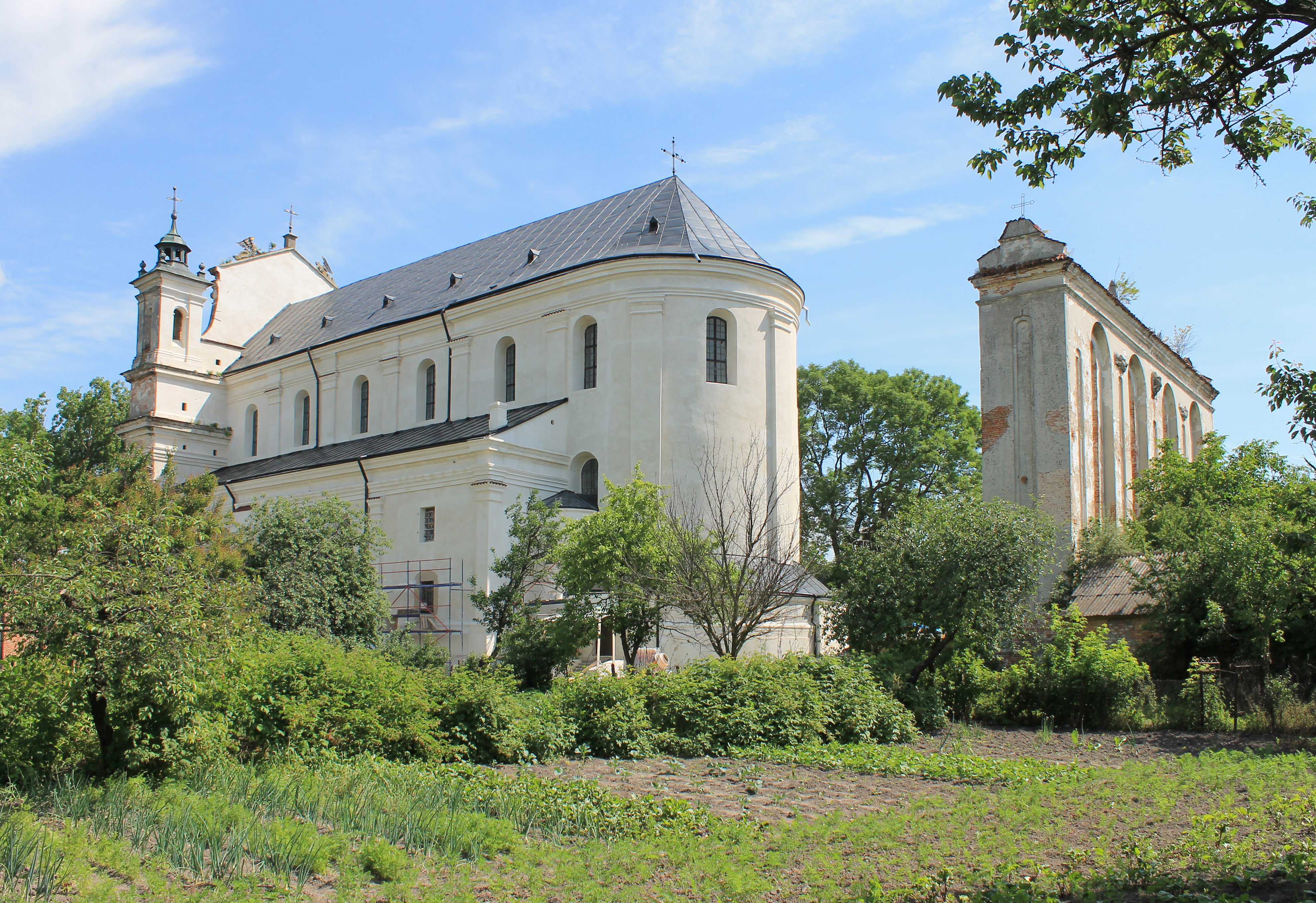
Костёл Св. Троицы
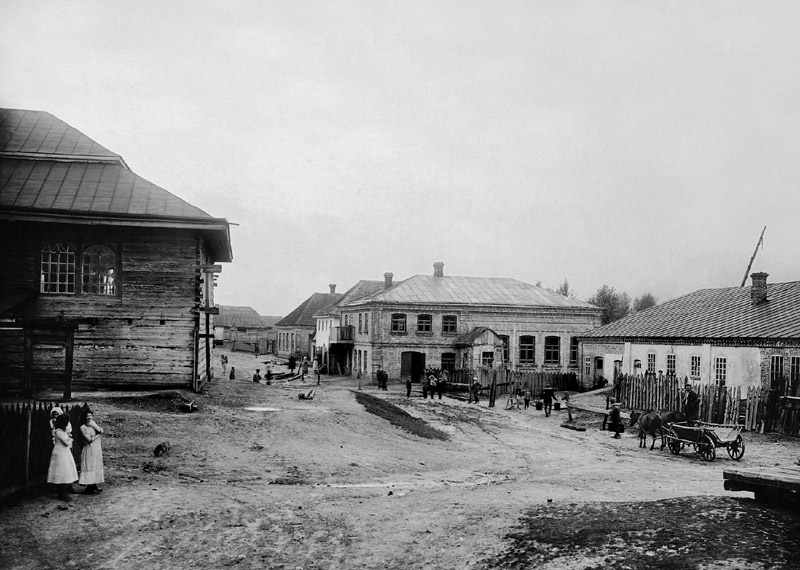
Улица в Олыке в 1912—1914 годах
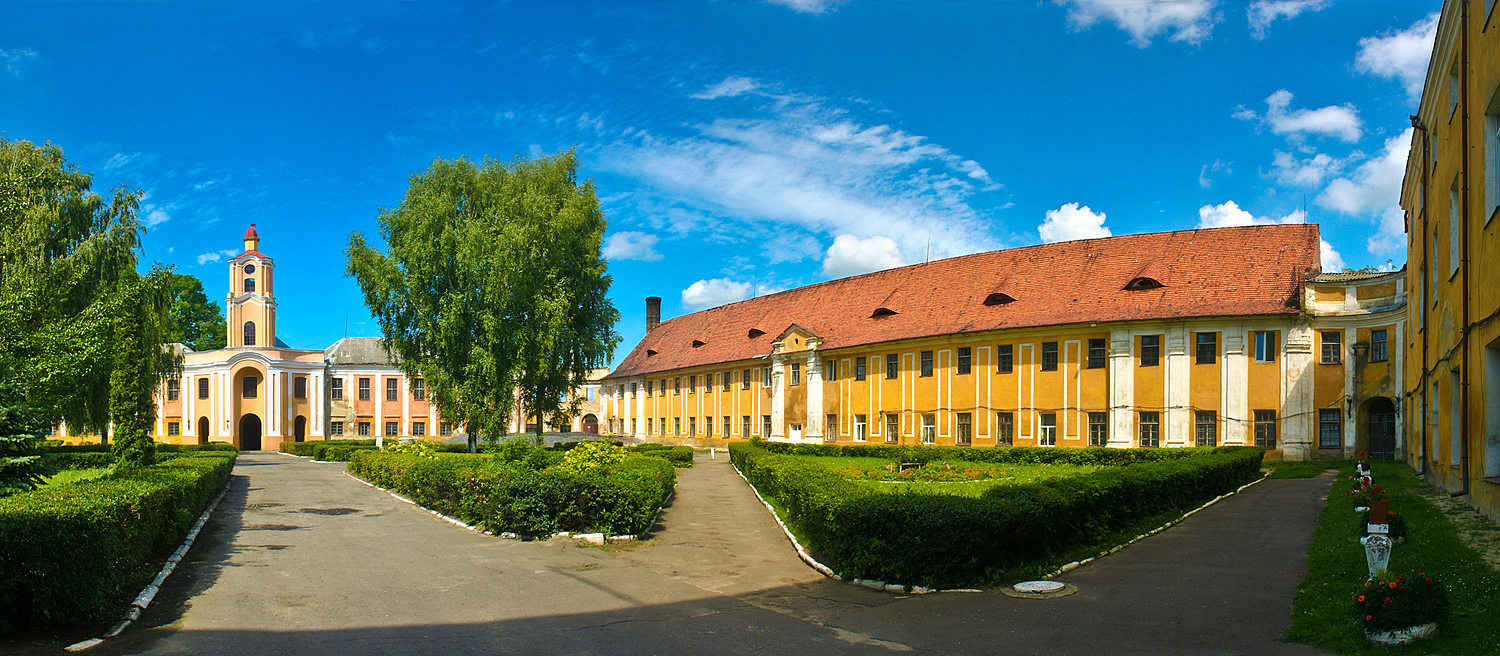
Замок Радзивиллов
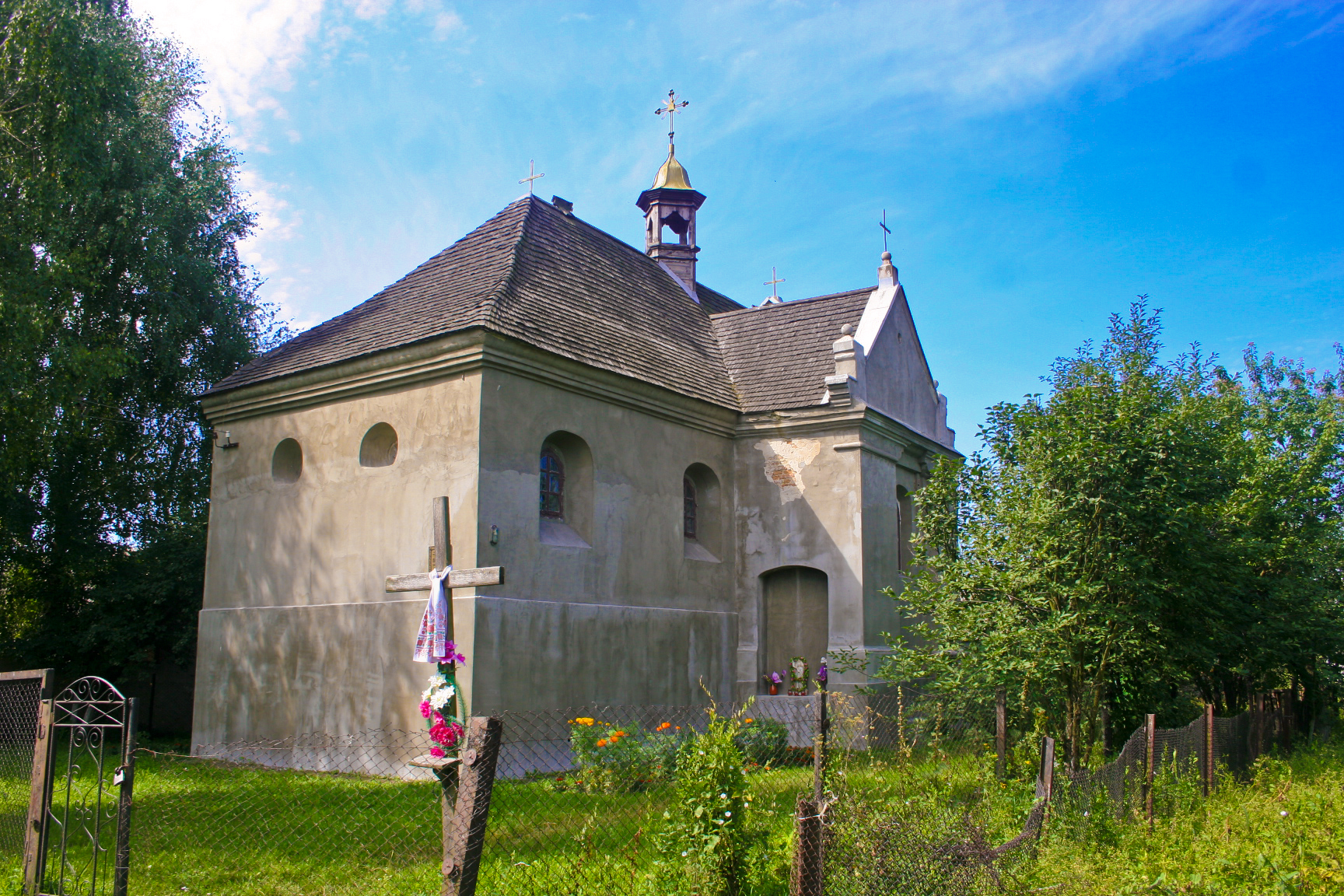
Костел Петра и Павла
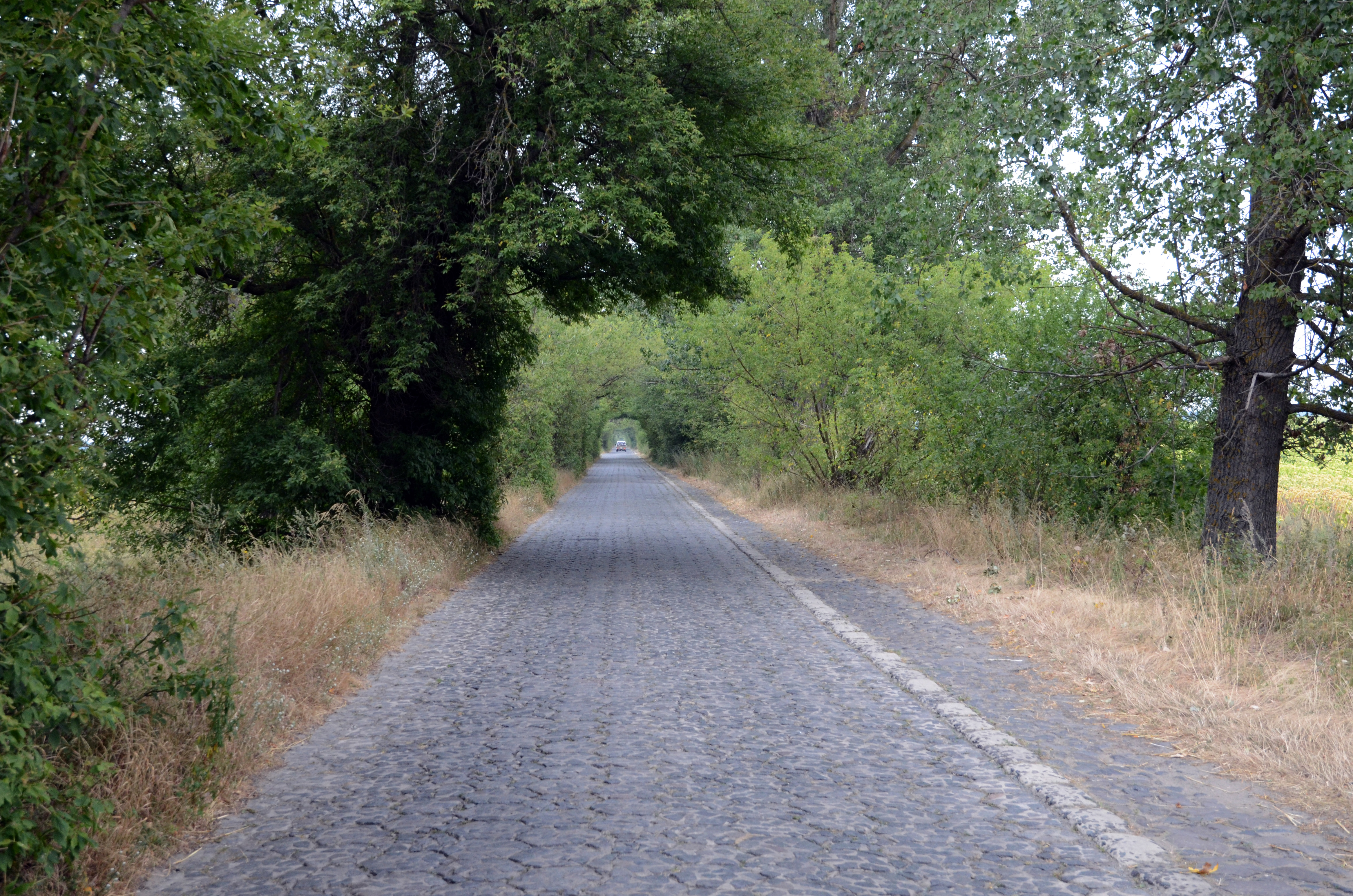
Брусчатка до Олыки, уложена стараниями Януша Францишека Радзивилла
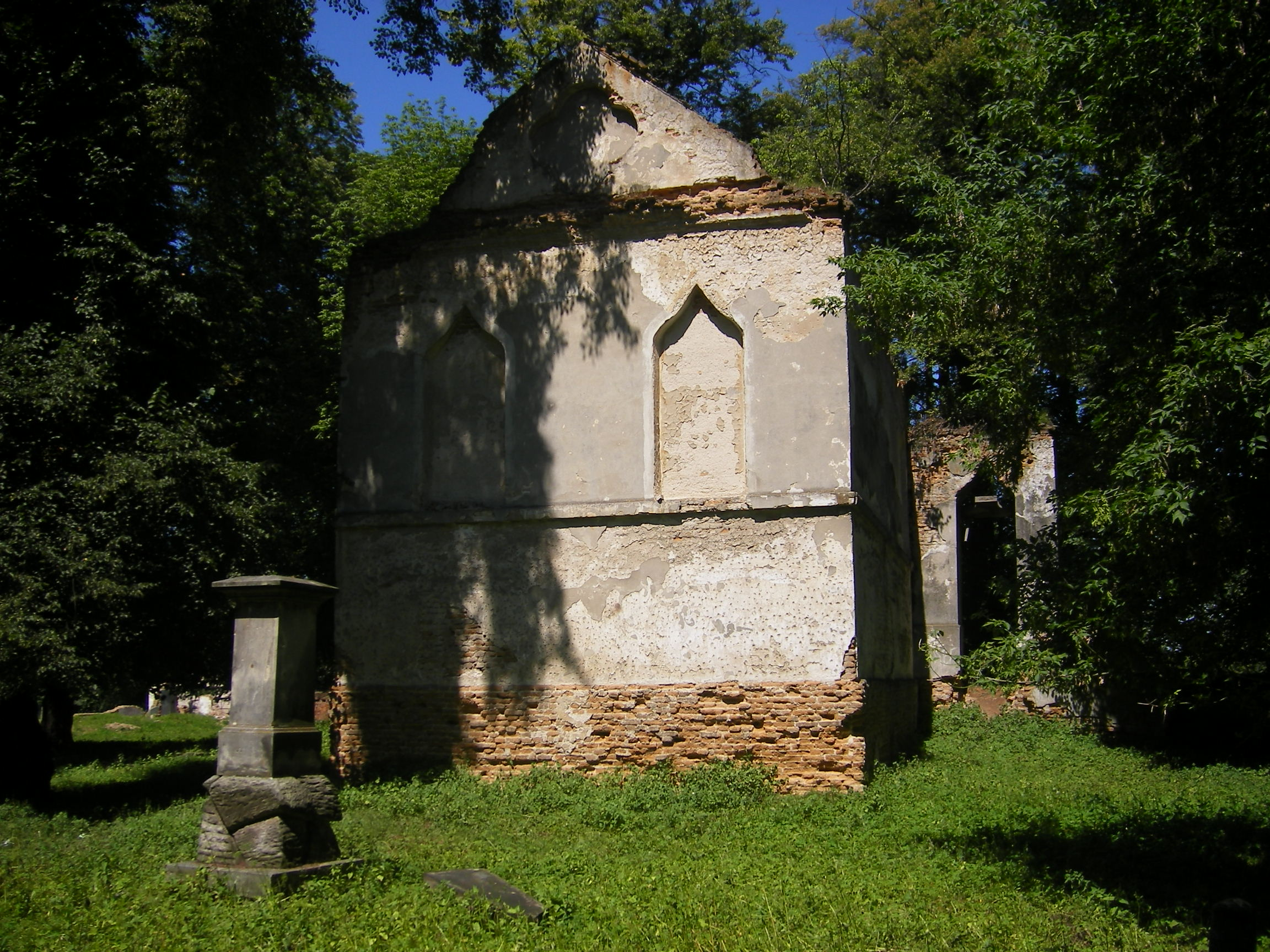
Часовня на кладбище
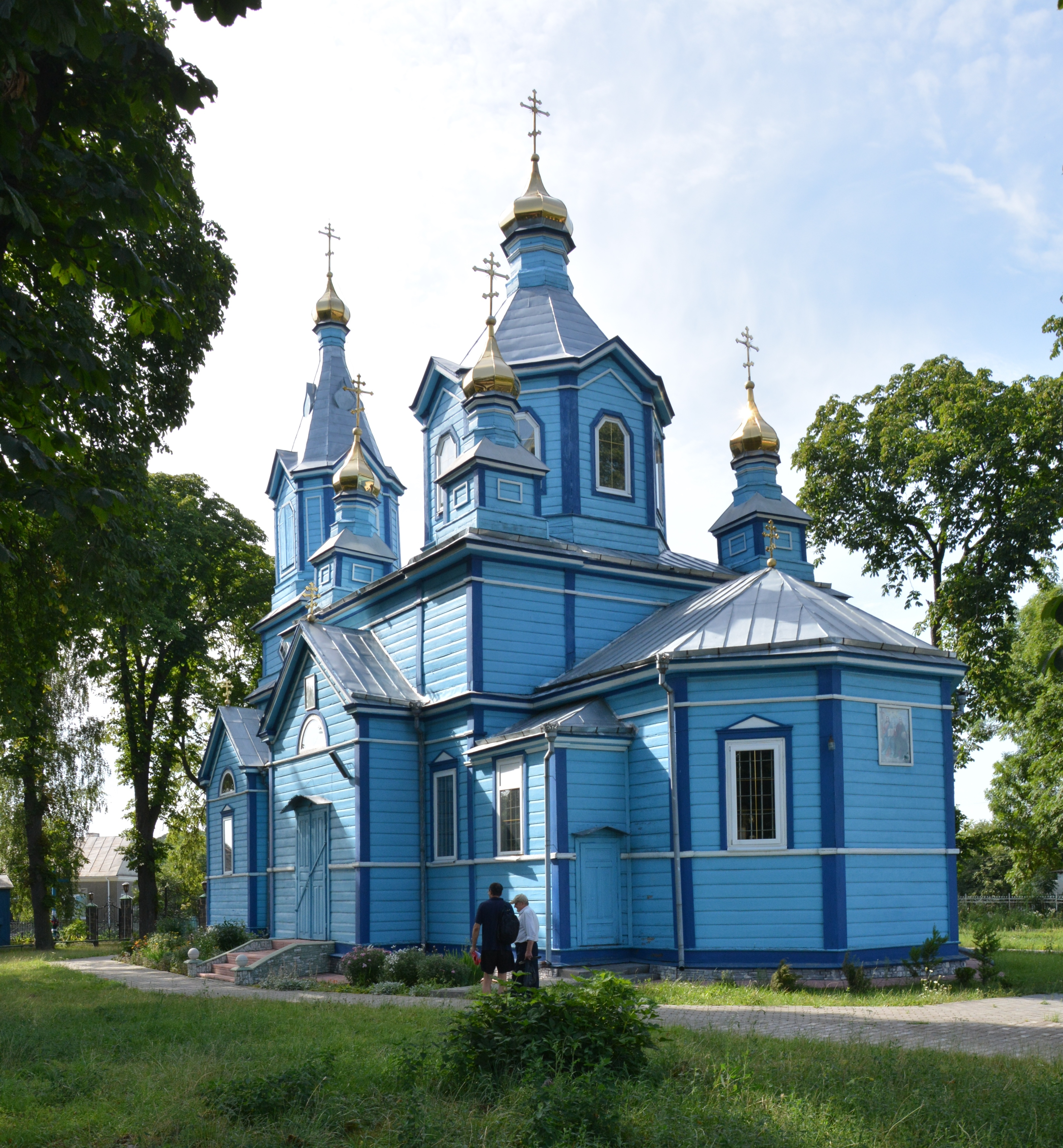
Церковь Св. Троицы